# Karol Krzetuski
Karol Krzetuski (ur. 14 lipca 1869 w Brodach, zm. wiosną 1940 w Charkowie) – major piechoty Wojska Polskiego, doktor praw, wykładowca Wyższego Studium Handlowego w Krakowie, współzałożyciel Stronnictwa Demokratycznego, ofiara zbrodni katyńskiej.

## Życiorys
Syn Filipa i Doroty z Lublinów urodzony 14 lipca 1869 w Brodach.
W 1889 roku wstąpił do armii austro-węgierskiej. Był absolwentem Uniwersytetu Wiedeńskiego. Brał udział jako referent w V Zjeździe Prawników i Ekonomistów Polskich we Lwowie w 1911. W 1913 był zatrudniony w c.k. Sądzie Krajowym w Krakowie jako „sędzia fachowy ze stanu kupieckiego” z tytułem radcy cesarskiego. Był także radcą miejskim oraz Zastępcą Przewodniczącego Wydziału Nadzorczego Kasy Oszczędności Miasta Krakowa. W 1914 został urzędnikiem biura filii krakowskiej uprzywilejowanego galicyjskiego akcyjnego Banku Hipotecznego we Lwowie. Podczas I wojny światowej służył w austriackim wojsku jako oficer rezerwy. 
Był członkiem „Sokoła”, a także współorganizatorem Polskiej Siły Zbrojnej. Od 1918 roku służył w Wojsku Polskim w 5 pułku piechoty Legionów. We wrześniu 1920 został przydzielony do batalionu zapasowego 20 pułku piechoty. W 1923 w stopniu majora ze starszeństwem z dniem 1 czerwca 1919 i 15. lokatą był oficerem rezerwy 20 pp. W październiku 1929, po ukończeniu 60 lat życia, został zwolniony od powszechnego obowiązku wojskowego.
W 1921 roku brał udział w powstaniu Towarzystwa Ekonomicznego w Krakowie. Walne Zgromadzenie Towarzystwa Ekonomicznego 21 marca 1921 wybrało Krzetuskiego na członka Wydziału, organu zarządzającego Towarzystwem. Zasiadał we władzach Zarządu Okręgowego Związku Strzeleckiego w Krakowie. W 1924 wszedł w skład rady zawiadowczej nowo powstałego towarzystwa transportowo-handlowego „Polski Glob”.
W latach 1925–1927 był w składzie Państwowej Rady Kolejowej. Sprawował funkcję przedstawiciela Ministerstwa Kolei w Krakowie. W wyniku postanowienia wojewody 18 lutego 1931 Rada Miejska w Krakowie została rozwiązana. Wojewoda Kwaśniewski powołał tymczasową radę miasta, w skład której wszedł m.in. Krzetuski. 22 grudnia 1932 został mianowany prowizorycznym komornikiem Miasta Krakowa. W latach 1936–1937 piastował funkcję przewodniczącego komitetu oświatowego i komitetu finansowego oraz był członkiem Zarządu Ogniska Krakowskiego Polskiej YMCA. Był także w YMCA prezesem krakowskiego Koła Miłośników Książki. 
Wykładał w latach 1928–1939 politykę kredytową i międzynarodową politykę bankową w Wyższym Studium Handlowym w Krakowie. Był autorem wydanej we Lwowie Polityki bankowej. Publikował artykuły w prasie specjalistycznej i gazetach codziennych. Prowadził audycje radiowe o gospodarce.
W czasie kampanii wrześniowej, po agresji ZSRR na Polskę z 17 września 1939,  w nieznanych okolicznościach dostał się do niewoli sowieckiej. Przebywał w obozie w Starobielsku. Wiosną 1940 został zamordowany przez funkcjonariuszy NKWD w Charkowie i pogrzebany potajemnie w bezimiennej mogile zbiorowej w Piatichatkach, gdzie od 17 czerwca 2000 mieści się oficjalnie Cmentarz Ofiar Totalitaryzmu w Charkowie. Figuruje na Liście Starobielskiej NKWD pod pozycją 1421. Ze Starobielska przesyłał korespondencję, którą jego córka Hanna Krzetuska-Geppert wraz z innymi dokumentami przekazała do Ossolineum.
Był odznaczony lub przedstawiony do odznaczenia Krzyżem Zasługi. 25 kwietnia 1933 Komitet Krzyża i Medalu Niepodległości odrzucił wniosek o nadanie mu tego odznaczenia „z powodu braku pracy niepodległościowej”.

## Upamiętnienie
5 października 2007 minister obrony narodowej Aleksander Szczygło mianował go pośmiertnie na stopień podpułkownika. Awans został ogłoszony 9 listopada 2007 w Warszawie, w trakcie uroczystości „Katyń Pamiętamy – Uczcijmy Pamięć Bohaterów”.